# Adam Taubitz

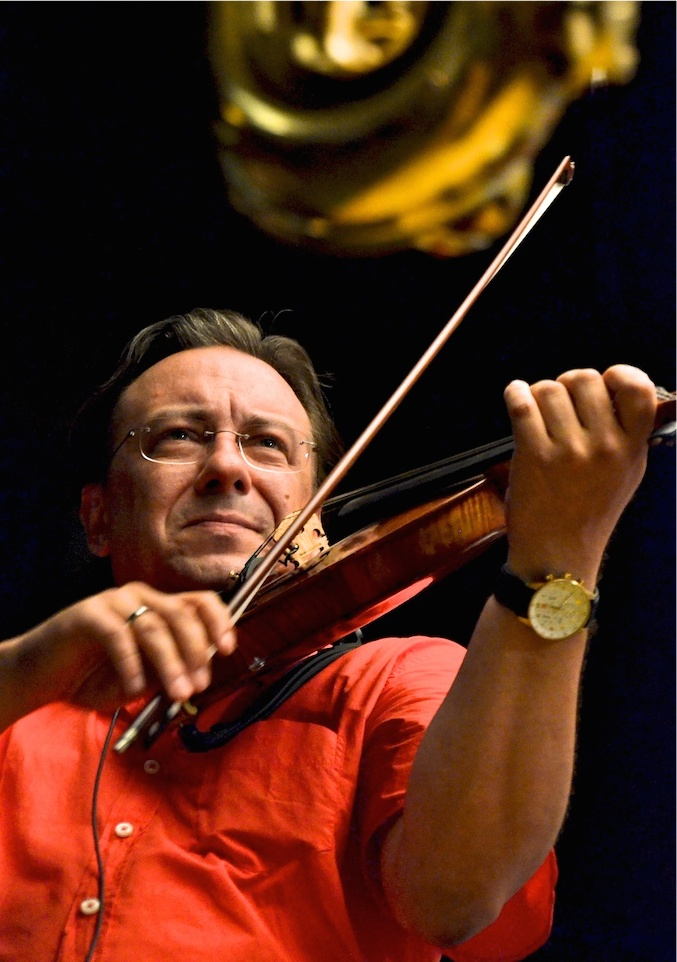
Adam Taubitz (2013)

Adam Taubitz (născut la 7 octombrie 1967 în Chorzów, Silezia Superioară, Polonia) este un muzician german de jazz și muzician clasic, violonist, trompetist, chitaristul șef de orchestră, și compozitor. Din 1997 el a fost de două violonistul principal în Filarmonica din Berlin sub Claudio Abbado. El este, probabil, cel mai bine cunoscut pentru munca sa cu Filarmonica Jazz Group Berlin, care a stabilit în 1999, și cu Aura Cvartetul.